# Želuče
Želuče (nemško Selkach) je naselje v Občini Bilčovs v Okraju Celovec-dežela na Koroškem v Avstriji.